# ルナー・フラッシュライト
ルナー・フラッシュライトは月の水の観測を目的としたNASAの超小型月探査機。2022年12月11日に日本の民間企業ispaceの月着陸機HAKUTO-R ミッション1と同じロケットに相乗りする形で打ち上げられた。HAKUTO-R ミッション1が分離した6分後、ルナー・フラッシュライトはロケットから放出。NASAジェット推進研究所は探査機との交信を確立し、正常に作動していることを発表した。打ち上げ後、ルナー・フラッシュライトは単独で飛行し、3ヶ月程度かけて月周回の月長楕円極軌道 (NRHO)に投入される。

## 目的
ルナー・フラッシュライトは搭載された近赤外線レーザーで月の極域にある永久影の中を照らす。探査機の名前の一部となっているフラッシュライト (懐中電灯) はこのことに因む。月面で永久影を持つクレーターは太陽の光を直接浴びないため、内部に水の氷が存在する可能性があるとされる。これらの水は将来の有人月探査で燃料などとして利用されることが期待されている。